# Автомагістраль А77 (Франція)
Автомагістраль A77 — автомагістраль у центральній Франції. Дорога починається в селі Rosiers в Сені і Марні і закінчується на південь від Невера в Ньєвр. Вона також відома як l'Arbre - автомагістраль Дерева.
Вона була розроблена для мінімізації впливу на навколишнє середовище. Кожне з місць відпочинку носить назву виду. Дорога була інтегрована в ландшафт, завдяки чому зоологи дозволили тваринам (диким або великій рогатій худобі) переходити з одного боку дороги на інший, як у лісі Монтаржі. Це збільшило вартість будівництва.

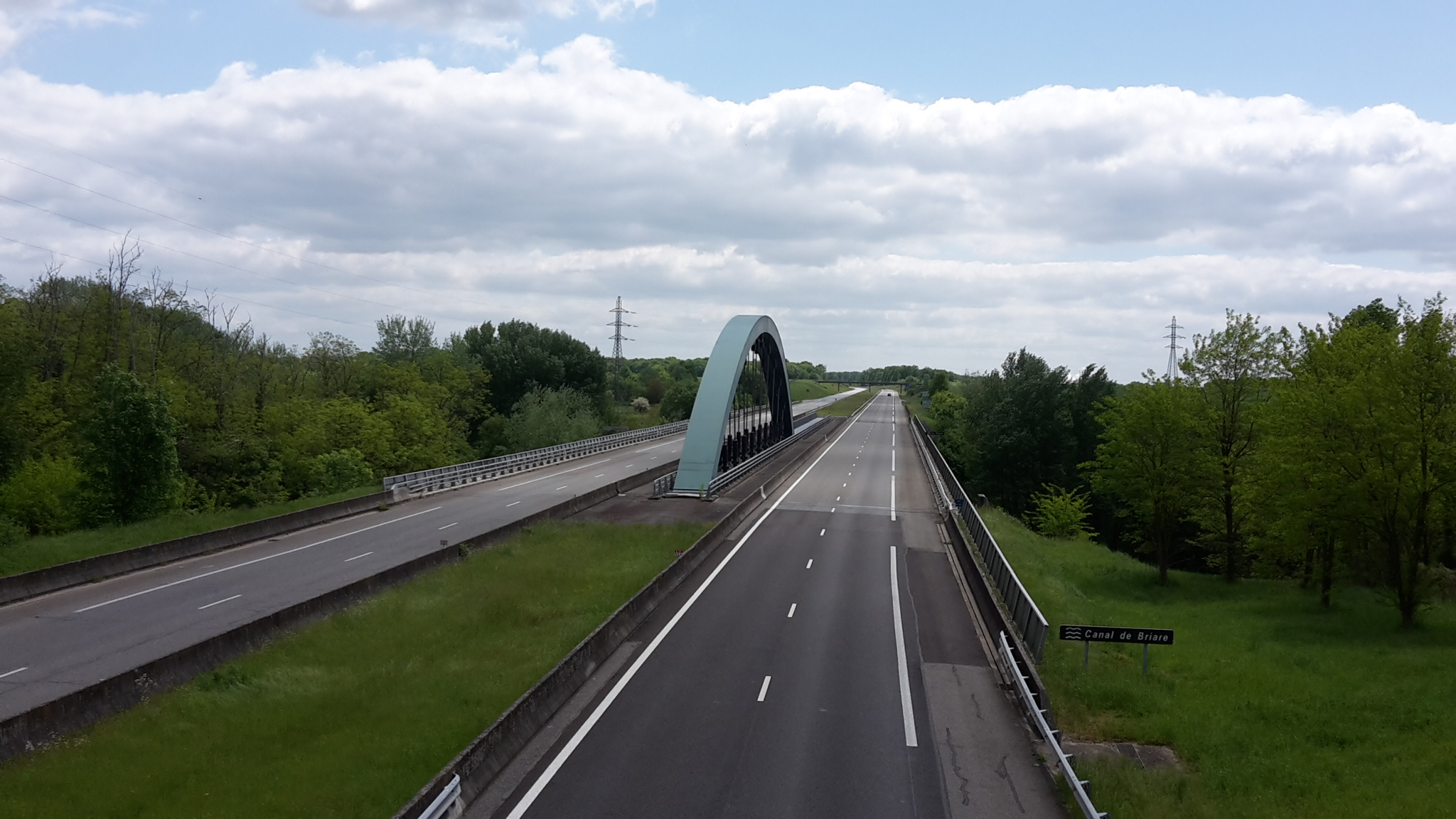
Автомагістраль A77, перетинає канал Бріар, у Бріарі, департамент Луаре, Франція.

## Розьє до Косн-Кур-сюр-Луар
Автомагістраллю управляє компанія Париж-Рейн-Рон (SAPRR). Це платна дорога з 2х2 смугами руху, загальною кількістю 96 км (60 миля) .
- До 1999 року: A77 було сформовано шляхом перенумерації старої автомагістралі, що сполучалася з автомагістраллю A6. Дорога була оновленою N7 до Дордіва. Платна дорога йде вздовж долини річки Луан.
- 1999: Відкриття секції Дордів - Бріаре 68 км (42 миля)
- 2000: Відкриття 33 км (21 миля) секції Бріаре - Кон-Кур-сюр-Луар
- 2009: Відкриття розв'язки з автотрасою А19 .

## Плани до Мулен
У планах продовжити автомагістраль до Мулена, а ділянки вже будуються на існуючій RN7. Об’їзну дорогу Мулен і Вільнев-сюр-Альє вже завершено відповідно до стандарту автотраси. Станом на грудень 2022 року плани не виконані.